# Földi László (hírszerző)
Földi László (Eger, 1956. november 13. –) magyar ezredes, a Belügyminisztérium III/I-es csoportfőnökségének hírszerző tisztje, majd az Információs Hivatal műveleti igazgatója.

## Életrajza
Édesapja, dr. Földi Pál filozófia szakos főiskolai tanárként ment nyugdíjba.
Kora ifjúságában is nagy társadalmi aktivitást tanúsított, környezetének vezéregyénisége volt. Iskolájában úttörővezető, majd gimnáziumi, főiskolai (Ho Si Minh Főiskola) KISZ-bizottsági vezető volt. Utóbbi posztján jó barátja, Csintalan Sándor volt az utódja. Magyar-történelem szakos tanári diplomájának megszerzése után a Belügyminisztérium hírszerzéséhez (III/I csoportfőnökség) került, ahol az MSZMP tagja, majd alapszervezeti titkár lett.
Közvetlen főnöke, Kocsis Kálmán utasítására már 1988-ban megkezdte a várható rendszerváltozás utáni időkre gondolva a hírszerzés új koncepcióinak kidolgozását.
A rendszerváltás után a megújuló hírszerzésnél töretlenül folytatódott a karrierje. A 90-es évek elején osztályvezetőként kidolgozott egy koncepciót a hírszerzés új irányairól és eljuttatta azt az új kormányzat illetékeseinek, Boross Péternek, illetve Gálszécsy Andrásnak, akkori munkahelyi vezetői tudomása nélkül.
A megújult hírszerzés főigazgatója Kocsis Kálmán lett, a harmincas éveiben járó Földi László pedig hamarosan a műveleti igazgató, azaz a hírszerzés tényleges operatív tevékenységének közvetlen irányítója. Ezután kihelyezték a washingtoni magyar nagykövetségre összekötőnek az amerikai társszervekkel, valamint diplomáciai tapasztalatok, kapcsolatok szerzése céljából, mert Kocsis Kálmán benne látta lehetséges utódját.
1996 őszén azonban a Nyírfa-ügy miatt a baloldali kormány eltávolította Kocsis Kálmánt az IH éléről és hamarosan, 1997 tavaszán Földi Lászlónak is távoznia kellett. Az MSZP értékelése szerint ugyanis az IH belföldön is folytatott hírszerző tevékenységet, állítása szerint az orosz maffia ellen, és ennek során adatokat gyűjtöttek az MSZP, mint akkori kormánypárt egy sor képviselőjéről.
A Nyírfa-ügy előzménye az Információs Hivatal 1996. november 14-én meginduló belső vizsgálata volt, melynek lezárását követően Nikolits István, Horn Gyula titkosszolgálati minisztere bejelentette, titkosszolgálati eszközökkel figyeltek meg egyes politikusokat. Földit és társait perbe fogták. 1999 márciusában megszületett a jogerős ítélet: a Fővárosi Bíróság Katonai Tanácsa Földit bűncselekmény hiányában mentette fel a jogosulatlan adatkezelés vádja alól és bizonyítottság hiányában az államtitoksértés vádja alól.
1998 után, a Fidesz-kormány idején Földi László a Defend őrző-védő biztonsági vállalat élére került. A kis cégből hamarosan – a Fidesz-kormány támogatásával, állami megrendelések révén – milliárdos forgalmú nagyvállalat lett.
A 2002-es újabb kormányváltás után Földi László távozott a vállalat éléről, mivel arra számított, hogy az ő személye miatt az új kormány azt úgyis bedarálja, és meg akarta védeni a 2400 dolgozójuk munkahelyét. A vállalat élén Csintalan Sándor követte őt.
2002-ben Földi László memoár-kötetet publikált az Alexandra kiadónál addigi életéről. Titkosszolgálati szakértőként azóta rendszeresen nyilatkozik és publikál. 2014 novemberében a netadó elleni tüntetésekről kifejtette, hogy véleménye szerint jól szervezett és külföldről finanszírozott akció volt. A 2015-ös menekültválsággal kapcsolatban is úgy fogalmazott, hogy ez egy szervezett támadás része, ami mögött amerikai érdekek is állhatnak, és hogy „ez egy háború”.
2017 augusztusában Tarlós István főpolgármester biztonságpolitikai szakértője lett, amely minőségében a fővárosi közületi működésben szerinte előforduló tudatos szabotázsakciókról nyilatkozott egy interjúban. Miután azonban többször nyilatkozott migránsügyben is kritizálható módon, novemberre Tarlós menesztette a megbízatásából.

## Ellentmondások a személye körül
2017 augusztusában adott interjújában újabb összeesküvés-elméletekhez hasonló véleményeket közölt.
Nagy sajtóvisszhangot váltott ki, amikor Földi László az Echo TV 2017. szeptember 29-i Informátor című műsorában a következőképpen nyilatkozott a menekülteket segítő magyar civil szervezetekről:
Most háború van. Ezek az emberek kollaboránsok, háborús bűnösök, hazaárulók, és így tovább. Ez egy egészen más fogalmi rendszer. Embercsempész a háborúban nem embercsempész, hanem egy olyan, gyakorlatilag szabotőr, akinek nincs jogállása. Magyarul ő szabadon likvidálható. Ugye ezt írja a háborús törvény: kémeket, szabotőröket nem viszünk bíróságra, hanem azonnal kiiktatjuk.
Az eset után Tarlós István főpolgármester – akinek biztonságpolitikai szakértője volt – kilátásba helyezte a menesztését. Ez meg is történt: miután Földi ismét nyilatkozott a migrációról, ahol maga is utalt rá, hogy ez egyfajta felmondás, Tarlós közölte, hogy 2017. november 30-án megszűnik Földi munkaviszonya a fővárosi önkormányzatnál.
2021. február 7-én  a Kossuth Rádió Vasárnapi Újság című műsorában kijelentette, hogy az interneten tudatos támadás folyik a társadalom alapértékei ellen és emiatt az internetet le kellene kapcsolni.

## Művei
- A Földi; Alexandra, Pécs, 2002
- Migráció. Gondolatok Európa védelméről; Kárpátia Stúdió, Köröstárkány–Kápolnásnyék, 2016
- Háború; Kárpátia Stúdió, Köröstarkány-Kápolnásnyék, 2019